# Oleandra wallichii
Oleandra wallichii là một loài dương xỉ trong họ Oleandraceae. Loài này được Hook. C. Presl mô tả khoa học đầu tiên năm 1836.